# Döblinger Bach

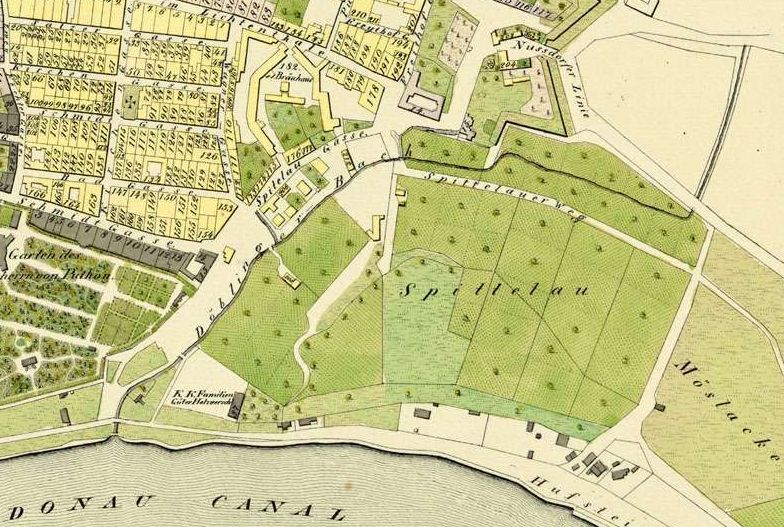
Der Unterlauf um 1830

Der Döblinger Bach war ein Bachlauf im Bereich des heutigen 9. und 19. Wiener Gemeindebezirks Alsergrund und Döbling, der heute vollständig aus der Wiener Topographie verschwunden ist. 

## Hydrografie und Verlauf
Das Einzugsgebiet des Döblinger Baches lag ursprünglich zwischen jenem der Als bzw. des Währinger Baches und dem Krottenbach. Sein Quellgebiet dürfte sich im heutigen Cottageviertel befunden haben. Von der Cottage aus floss der Bach zum Währinger Spitz (Dreiecksfläche zwischen Billrothstraße zur einmündenden Gymnasiumstrasse) und folgte der Billrothstraße bis zum heutigen Wiener Gürtel. Dort zweigte der Döblinger Bach durch die Devrient- oder die Glatzgasse ab und folgte im Wesentlichen der Augasse und Althanstraße, jedoch bereits im Bereich des heutigen Universitätszentrum Althanstraße. Im Bereich der heutigen Tepsergasse mündete der Döblinger Bach schließlich in den Donaukanal. Vor der Mündung dürfte bis ins frühe 19. Jahrhundert noch ein Seitenarm in den Döblinger Bach gemündet haben, wie ein Stadtplan von 1806 belegt.

## Der Döblinger Bach als Bachkanal
Auffallend für den Döblinger Bach ist sein frühes Verschwinden und seine Umwandlung in einen Bachkanal. Der Oberlauf wurde bereits vor 1850 vom Unterlauf getrennt und in Richtung Donaukanal abgeleitet. Er verschwand südlich des seinerzeitigen Maschinenhauses der an 1841 teilweise in Betrieb genommenen Kaiser-Ferdinands-Wasserleitung, ohne jedoch den Vorfluter zu erreichen. Unklar ist jedoch, ob der abgeleitete Bach im Schotter der Spittelau versiegte oder für den Betrieb des Maschinenhauses genutzt wurde. Der Unterlauf wurde hingegen kurz vor 1850 eingewölbt und kanalisiert. Auf einem Stadtplan von 1850 ist an Stelle des Gerinnes bereits die sogenannte Schmiedgrabenstraße eingezeichnet. Die Althanstraße trug früher gleich der Porzellangasse die Bezeichnung Schmiedgasse, was zur Benennung des ehemaligen Unterlaufes des Döblinger Baches in Schmiedgraben geführt haben dürfte. Der ehemalige Verlauf des Baches spiegelte sich später auch im Verlauf des Wiener Kanalnetzes wider. So folgt der vor 1890 errichtete Wolfsgrabensammler im Wesentlichen der Trasse des Oberlaufes, während die 1911 fertiggestellte Währinger-Bach-Entlastung den ehemaligen Unterlauf des Döblinger Baches nutzt.